# Eleições legislativas na Mauritânia em 2007
As eleições para o Senado da Mauritânia surgem como parte de um processo desencadeado por um golpe de estado . Tiveram lugar em duas voltas (21 de Janeiro e 4 de Fevereiro de 2007).
53 dos 56 Senadores são eleitos pelos 3.688 conselheiros municipais, enquanto que os restantes (três que representam a diáspora Mauritana) são nomeados numa segunda fase pelos senadores eleitos.

## 21 de Janeiro
Foram atribuídos 38 assentos na primeira volta das eleições para o Senado. O partido mais votado são os independentes do "Al-Mithaq" (islamitas moderados independentes) com a conquista de 23 dos 38 lugares de Senadores decididos na primeira volta.
Primeira Volta
| Partido                                                | Assentos | Votos | Percentagem |
| ------------------------------------------------------ | -------- | ----- | ----------- |
| Al-Mithaq (islamitas moderados independentes)          | 23       | 2.258 | 63,14       |
| Rally de Forças Democratas (RFD) e aliados             | 5        | 365   | 10,21       |
| Partido Republicano pela Democracia e Renovação (PRDR) | 3        | 231   | 6,46        |
| União de Forças de Progresso (UFP)                     | 1        | 129   | 3,61        |
| Coligação de Forças para a Mudança Democrática (CFCD)  | 3        | 83    | 2,32        |
| Partido Mauritano de União e Mudança (HATEM) e aliados | 1        | 31    | 0,87        |
| União para a Democracia e Progresso (UDP) e aliados    | 1        | 28    | 0,78        |
| Aliança Progressiva do Povo (APP) e aliados            | 1        | 12    | 0,34        |
| Total                                                  | 38       | 3.137 | 100,0       |

## 4 de Fevereiro
Na Segunda Volta foram eleitos os restantes 15 Senadores.
Segunda Volta
| Partido                                                               | Assentos | Votos | Percentagem |
| --------------------------------------------------------------------- | -------- | ----- | ----------- |
| Al-Mithaq (islamitas moderados independentes)                         | 11       | 1.081 | 69,79       |
| Partido Mauritano de União e Mudança (HATEM) e aliados                | 2        | 103   | 6,65        |
| Rally de Forças Democráticas (RFD) e aliados                          | 1        | 98    | 6,33        |
| Rally de Forças Democráticas / União de Forças de Progresso (RFD-UFP) | 1        | 76    | 4,91        |
| União de Forças de Progresso (UFP)                                    | 0        | 29    | 1,87        |
| Total                                                                 | 15       | 1.387 | 100.0       |

### Resultados finais
| Partido                                                               | Assentos |
| --------------------------------------------------------------------- | -------- |
| Al-Mithaq (islamitas moderados independentes)                         | 34       |
| Rally de Forças Democratas (RFD) e aliados                            | 6        |
| Coligação de Forças para a Mudança Democrática (CFCD)                 | 3        |
| Partido Republicano pela Democraçia e Renovação (PRDR)                | 3        |
| Partido Mauritano de União e Mudança (HATEM) e aliados                | 3        |
| União de Forças de Progresso (UFP)                                    | 1        |
| Rally de Forças Democráticas / União de Forças de Progresso (RFD-UFP) | 1        |
| União para a Democracia e Progresso (UDP) e aliados                   | 1        |
| Aliança Progressiva do Povo (APP) e aliados                           | 1        |
| Representantes da Diáspora (nomeados pelos senadores eleitos)         | 3        |
| Total                                                                 | 56       |